# Nikolaos Andriakopoulos
Nikolaos Andriakopoulos (em grego:  Νικόλαος Ανδριακόπουλος; Patras, 30 de novembro de 1878 – possivelmente em 1896) foi um ginasta grego que competiu em provas de ginástica artística.
Nikolaos foi membro da Panachaikos Gymnastikos Syllogos, que posteriormente se fundiu em 1923 com a Gymnastiki Etaireia Patron para se tornar a Panachaiki Gymnastiki Enosi. Andriakopoulos competiu nos Jogos de Atenas, na Grécia, na prova individual da escalada. Ele e seu compatriota Thomas Xenakis foram os únicos dos cinco candidatos a subir todo o caminho até o topo da corda de 14 m. Nikolaos terminou em 23,4 s, derrotou Xenakis e encerrou com a medalha de ouro. Esta vitória foi a última da ginástica grega até Ioannis Melissanidis conquistar o ouro nos exercícios de solo em 1996.
Ainda em 1896, também disputou o evento por equipes das barras paralelas. Nessa competição, foi membro da Panellinios Syllogos Gymnastikos, que encerrou em segundo lugar no evento.